# オスカー＝ハインリヒ・ベール
オスカー＝ハインリヒ（ハインツ）・"プリッツル"・ベーア（Oskar-Heinrich (Heinz) "Pritzl" Bär、1913年5月25日 - 1957年4月28日）は、第二次世界大戦時のドイツ空軍のトップ・エースである。エース・パイロットとは空中戦で5機以上の敵機を撃墜した軍隊パイロットを呼び表す呼称である。ベールは、西部戦線、東部戦線、地中海戦域といったドイツ軍が戦った全ての主要な戦域で1,000回以上の作戦任務に出撃し戦闘を行った。ベーアは18回撃墜されたがこれを生き延び、空中戦で220機の撃墜を記録した。
ザクセン訛りの強いベーアは1934年にヴァイマル共和国軍に入隊し、1935年に空軍に転籍した。当初は整備士であり後に輸送機のパイロットとなったが戦闘機パイロットとしての正式な訓練は受けていなかった。ベーアは自身の最初の撃墜記録は1939年9月のフランス国境でのことであったと言っていた。バトル・オブ・ブリテンの終結までにベールの撃墜記録は17機にまで増え、バルバロッサ作戦に参加するために東部戦線へ移動すると更なる戦果を駆け足で積み重ねていき、1942年2月には撃墜数90機で柏葉・剣付騎士鉄十字勲章を授与された。
第二次世界大戦の残りの期間にベールは世界で最初のジェット戦闘機の1機であるメッサーシュミット Me262に搭乗していた時の16機を含めた130機の撃墜数を追加した。これだけの戦果があれば通常は待望の柏葉・剣・ダイヤモンド付騎士鉄十字勲章が授与されるはずであった。しかし、ヘルマン・ゲーリングのベーアに対する個人的な嫌悪がベールの反抗的な性格や軍規遵守精神の欠如と相まって、ベーアがこの勲章を授与されることを阻んだ。第二次世界大戦後、ベーアはパイロットとしての仕事を続け、1957年4月28日にブラウンシュヴァイク近郊で航空機事故により死去した。

## 前半生

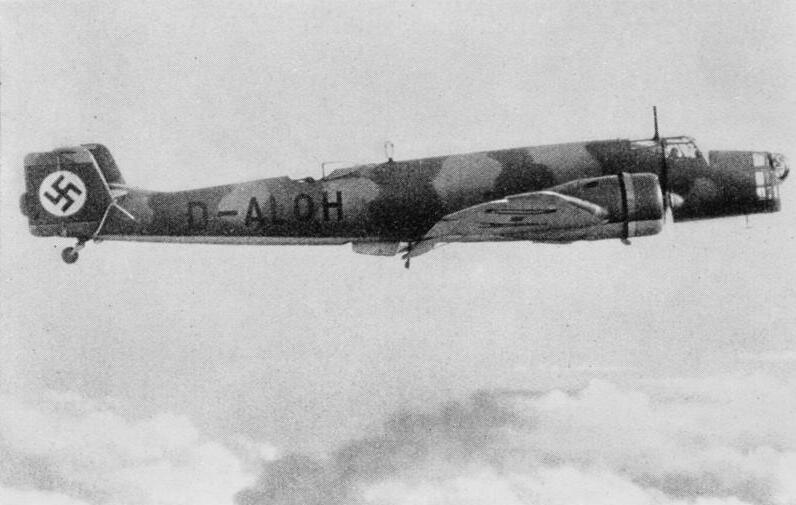
ユンカース Ju 86

ベーアは1913年5月25日にライプツィヒ近郊のゾマーフェルト（Sommerfeld）で生まれた。両親は農民でありベーアは全てがアウトドアに関連した生活と森に惹かれていたため最初は樵になることを望んでいたが、ユンカース社製の輸送機を初めて見たことで心変わりがして自分はパイロットになるべきだと確信した。10代の頃にベーアはグライダーのパイロットとなり、将来はルフトハンザ航空で働く旅客機のパイロットになる希望を持っていた。ベーアが"プリッツル"（"Pritzl"）という綽名を貰ったのは彼の好物がプリッツルのキャンディバーであったことによる。
世界恐慌により民間パイロット用の操縦免許の取得を阻まれると1934年にベーアはヴァイマル共和国軍に入隊した。整備士として第4自動車化輸送大隊（Kraftfahrabteilung 4）に配属され、翌年にドイツ空軍の実戦部隊に転籍するまでその部隊に居た。数カ月後にベーアはパイロット訓練生となり、1937年に輸送機の操縦免許を取得した。1938年9月1日、後に第51戦闘航空団（JG 51）の基幹となる第135戦闘航空団/第I大隊に転属し、普段はユンカース Ju 86を操縦していた。中隊長（Staffelkapitän）のダグラス・ピトケアン（Douglas Pitcairn）はベーアの飛行能力に注目していて、彼に戦闘機パイロットに転向することを納得させようとしていた。当初、ベーアは断っていたがJu 86搭乗中のエンジン故障時に行った規則違反のアクロバット飛行の後でしぶしぶこれを受け入れ、戦闘機パイロットになった。

## 第二次世界大戦

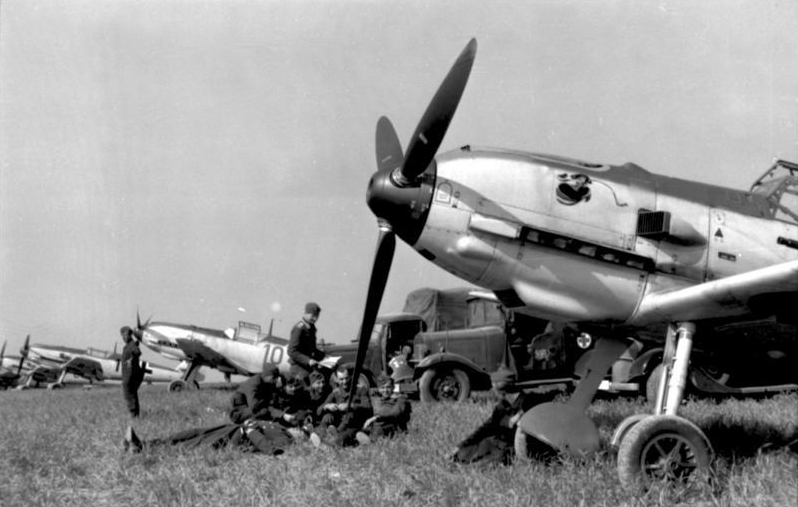
JG 51のメッサーシュミット Bf 109E（1940年8月）

フランス国境に駐屯していた時の1939年9月25日、まやかし戦争中の空中での小競り合いでベーアはフランス空軍（Armée de l'Air）のカーチス P-36 機を初めて撃墜し、1939年9月27日に二級鉄十字章を授与された。バトル・オブ・ブリテンで10機を撃墜する前のフランス侵攻の期間中に更に2機の撃墜を記録した。この期間中にベールは機体を酷く損傷する緊急着陸を数回経験し、1940年9月2日には英仏海峡上空でスピットファイアにより撃墜された。後日、ゲーリングはベーアにこの空戦のことを尋ねた。ベールはゲーリングに呼び出され、海上に漂っている間に何を考えていたかと尋ねられた。ベーアはゲーリングが戦闘機パイロットの前で行う演説を聞かずに済むように直ちにこう答えた。「国家元帥閣下のお言葉によりますと英国はもう島ではありません！」（ママ）。このような出来事はベーアがしばしば見せる高官を軽視する厚かましさの証拠であり、若いエース・パイロットが陥って揉め事を起こしがちな事例の特徴であった。1941年の春にベーアは英空軍機を4機撃墜し、合計撃墜数を17機とした。

### 東部戦線
1941年6月にJG 51はバルバロッサ作戦に参加するために東部戦線に移動した。当時、JG 51は第II 航空軍団の配下にあり、東部戦線の中央部で活動していた。1941年6月30日にベーアは5機を撃墜して総撃墜数を22機とした。JG 51はこの日に総計113機の撃墜数を記録し、この中には累計1,000機目となる撃墜も含まれ（この数の戦果を挙げた最初の部隊となった）、戦闘航空団司令のヴェルナー・メルダース大佐の撃墜数はマンフレート・フォン・リヒトホーフェンを超える82機となった。ソビエト連邦空軍（VVS）に対する2週間の戦闘でベールの撃墜数は27機に昇り、これにより1941年7月2日に騎士鉄十字勲章が授与されこれに続き8月1日には中尉へ昇進した。8月14日には60機撃墜の功で騎士鉄十字勲章に柏葉を追加授与され、8月30日には6機を撃墜して「"単日エース"（"ace in one day"）」となった。8月31日にベーアはノヴゴロド＝セヴェルスキ（Seversky）近郊の敵前線の約50km背後で撃墜された。脱出により背中に負傷し何とか友軍の前線まで徒歩で帰還したが、ベーアの怪我は病院での手厚い処置を受ける必要があった。
1941年の秋にベーアは大尉に昇進し、1942年初めにJG 51/第12飛行中隊の中隊長に任命された。1942年2月16日には撃墜数が90機になり柏葉付騎士鉄十字勲章に剣が追加授与され、この功績は2月12日付けの日報「国防軍軍報」（Wehrmachtbericht：全ての戦線の軍事情勢に関する国防軍最高司令部による日報）にも採り上げられ、これはこの戦争期間中に都合3回ベーアについて言及された内の最初のものとなった。5月11日にベーアはモスクワ戦線のJG 51/第IV飛行隊からゴードン・ゴロプ戦闘航空団司令の第77戦闘航空団（JG 77）の第I飛行隊の指揮を執るために異動した。JG 77はクリミア半島のケルチ海峡上空で激しい戦闘を強いられていた。ゴロッブとベーアという2人のエース・パイロット（Experten：エクスパルテン）に率いられJG 77はケルチ - タマンの上空の制空権を獲得した。このときにゴロッブとベーアは各々2機か3機のラグ 3機を撃墜し、ベーアの撃墜数は総計で93機となった。規律励行のナチス信奉者であるゴロッブと反権威主義者のベーアという2人のエースの間の相互の敵愾心が激しい競争を煽り立てた。1942年5月19日にベーアは更に5機を撃墜し、戦果は今や103機となった。同日に戦闘機隊総監（General der Jagdflieger）のアドルフ・ガーランドがベールのJG 77/第I飛行隊と累計撃墜数が2,000機を超えたJG 77の査察に訪れた。この撃墜記録によりベールは1942年5月20日付けの「国防軍軍報」に再度採り上げられた。

### 地中海戦域
1942年6月にJG 77は地中海戦域へ転戦し、チュニジアへの移転と北アフリカでの作戦行動の前にマルタ上空での戦いに参加した。ベーアが149機目を撃墜するとハンス＝ユルゲン・フォン・アルニム将軍はベールに柏葉・剣・ダイヤモンド付騎士鉄十字勲章を申請した。国家元帥ヘルマン・ゲーリングはこの申請を無視し、ベーアにダイヤモンドを追加授与することを拒否した。この理由について確かなことは残されていないが、ゲーリングはベーアのことをその反抗的な性格とゲーリングが嫌悪していたことで知られる強い低地ザクセン地方訛りが理由で嫌っていたといわれている。
ベーアと彼のJG 77/第I飛行隊は1943年3月初めにはチュニジアのFatnassaを拠点としていた。3月1日、ベーアはスピットファイアを1機撃墜した晩にJG 77/第I飛行隊を告知無しで訪問したアドルフ・ガーランドと会った。ガーランドはヨアヒム・ミュンヒェベルク少佐に迎えられ、ミュンヒェベルクはベーアをガーランドに紹介した。このようにして第二次世界大戦の間継続する戦友の付き合いが始まった。
北アフリカと地中海戦域で撃墜記録を179機までのばしたが、増大する連合国軍の空での優勢に対しての負け戦でベールは戦意を喪失し精神的にも肉体的にも激しく消耗していた。JG 77の新しい戦闘航空団司令のヨハネス・シュタインホフ大佐とヘルマン・ゲーリングが協議した後で1943年の夏にベーアは「敵前での臆病な振舞いにより」飛行隊長の任を解かれフランスへ異動させられた。ベーアは訓練部隊である南部戦闘飛行隊の指揮を引き継いだ。

### 本土防衛

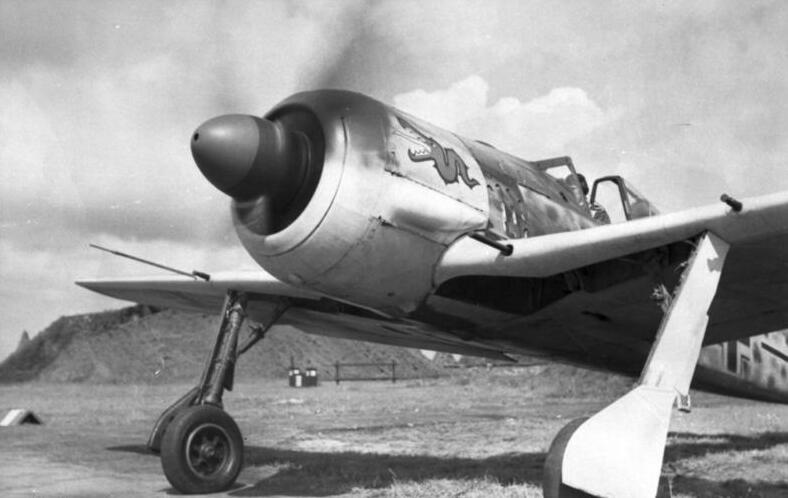
フォッケウルフ Fw190A

その戦闘技術が卓越していたためにベーアは1944年1月21日に第1戦闘航空団（JG 1）/第II飛行隊へ1パイロットとして異動となり、JG 1/第6飛行中隊に配属された。JG 1の戦闘航空団司令ヴァルター・エーザウ大佐はドイツ空軍最高司令部 (OKL)のゲーリングからベールには如何なる指揮権も与えないことを約束させられてはいたがベーアを喜んで迎え入れた。ベーアはユーモアをもってこの処置を受け入れたが、後年になり他人に空中に上がれば自分は「おんぼろ乗機の指揮官」であったと語った。
1944年3月8日にヘルマン・ゼーガツ（Hermann Segatz）大尉が戦死した後、少佐となり降格を解かれたベールは3月15日にJG 1/第II飛行隊の指揮が任された。JG 1は本土防衛（Reichsverteidigung）任務に就いており、Fw 190A-7戦闘機を装備していた。ベーアは飛行隊員からは非公式の飛行隊長で全ての戦闘航空団中で最高の将校であると認識されていたために彼が指揮官に任命されると飛行隊の士気は上がった。このことはベーアにとって前年の降格処分からの正式な名誉回復を完全なものにすることになった。1944年4月11日にベーアはファラースレーベン近郊で199機目となるボーイング B-17を撃墜し、200機目は4月22日にいつもの僚機のレオ・シューマッハ曹長（Oberfeldwebel）を引き連れてのコンソリデーテッド B-24の撃墜であった。シューマッハはJG 1/第II飛行隊に所属していた1945年3月1日に騎士鉄十字勲章を授与された。ベールが迎撃任務から帰還しStörmede飛行場に着陸するとその頭上をアメリカ陸軍航空軍（USAAF）第458爆撃団の被弾したB-24が通過した。ベーアと僚機のシューマッハはすぐさま乗機に飛び乗りB-24の迎撃に上がった。爆撃機の銃手は既に機体から脱出していたため撃墜は容易であった。ベーアは部下達に祝福されてStörmede飛行場に帰還した。この200機撃墜によりベーアは1944年4月24日付けの「国防軍軍報」で3度目となる言及をされた。1944年5月11日にエーザウが戦死するとベールはJG 1の戦闘航空団司令の役割を果たしていたが、フリードリッヒ＝カール・"トュッティ"・ミューラーが戦死するとベーアは第3戦闘航空団（JG 3）の戦闘航空団司令に任命された。1944年の終わりにはベーアの撃墜記録は203機になっていた。
1945年1月1日にドイツ空軍のベネルクス地域の連合国軍航空基地への大攻勢となったボーデンプラッテ作戦の最中にベーアは2機のタイフーンを撃墜し、204機と205機目の戦果を記録した。この攻勢では両陣営合わせて数百機の損失を出した。ベーアのJG 3はオランダのアイントホーフェンへの強襲を担当し、6機の英空軍機を撃墜すると共に地上に駐機中の多くの航空機を破壊した。

### Me 262での戦闘

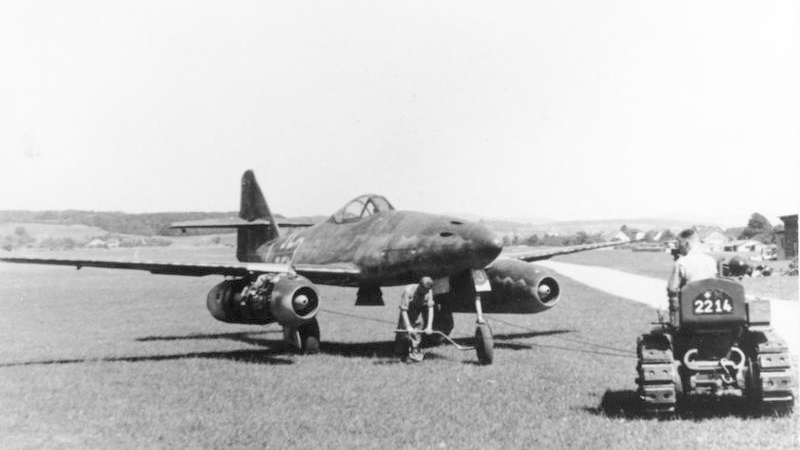
メッサーシュミット Me262

1945年2月にベーアはジェット戦闘機訓練部隊の第2予備戦闘航空団（EJG 2）/第III飛行隊へ異動した。3月にこの部隊はメッサーシュミット Me262を装備し、戦闘に投入された。ベーアは13機の敵機を撃墜し、その多くはB-17やB-24のような重爆撃機であり総撃墜数は217機になった。4月23日にベーアはアドルフ・ガーランド率いる精鋭ジェット・エクスパルテン（Jet Experten）部隊の第44戦闘団（JV 44）へ異動になり、4月26日にはガーランドが負傷したことによりこの部隊の指揮を引き継いだ。JV 44でのベーアの最初の作戦行動は恐らく1945年4月27日の出撃であった。ベーアは6門のMK 108 機関砲を搭載した試作機のMe 262 A-1/U5に搭乗し、ヴィルヘルム・ヘルゲット少佐とフランツ・ケスター伍長（Unteroffizier）を引き連れて飛行し、この3人が
リーム上空でUSAAFの戦闘機を迎撃したときにベーアは1機を撃墜した。飛行任務以外ではベーアは大半の時間をJV 44に新しく配属されてくるパイロット達に促成の教習を行った。4月28日にベールはJV 44での最後の戦果となる4機（P-47を3機とモスキートを1機）を撃墜し、総撃墜数を220機とした。結局、ベーアはMe 262で16機を撃墜し、これにより中佐の階級で終えたこの大戦において2番目に多くの戦果を挙げたジェット機使いとなった。
ヨーロッパでの第二次世界大戦最後の数日間にアドルフ・ガーランド中将は病院のベッドからJV 44をアメリカ軍に投降させようとしていた。これと同じ頃にカール・コラー空軍大将はJV 44にプラハへ移動して戦闘を継続するように命じた。ガーランドに忠実なベールはこの命令を無視しようとした。JV 44の移転について更なる圧力がベールに加えられ、1945年5月2日にマックスグラン（Maxglan）の指揮所を第IX航空軍団の指揮官ディートリッヒ・ペルツ少将と第9航空師団 (J)の指揮官ハヨ・ヘルマン大佐が突然訪れた。これを目撃したヴァルター・クルピンスキーによるとベールとペルツ、ヘルマンの間で熱く激しい議論が噴出した。後日クルピンスキーは、ベールの「了解しました。しかし、我々はガーランド中将の指揮下にあります。私はガーランド中将の命令にのみ従います。」という最後の反抗を聞いてベールが抗命の罪で銃殺刑に処せられると信じたことを思い起こした。
1945年5月4日の早朝、ベールはJV 44のパイロットたちと最後の打ち合わせを行った。ベーアは、ハイデルベルクに駐屯する米第1戦術空軍の捕虜尋問部隊による尋問や鹵獲される前に残存するMe 262を破壊するように命じた。

## 戦後

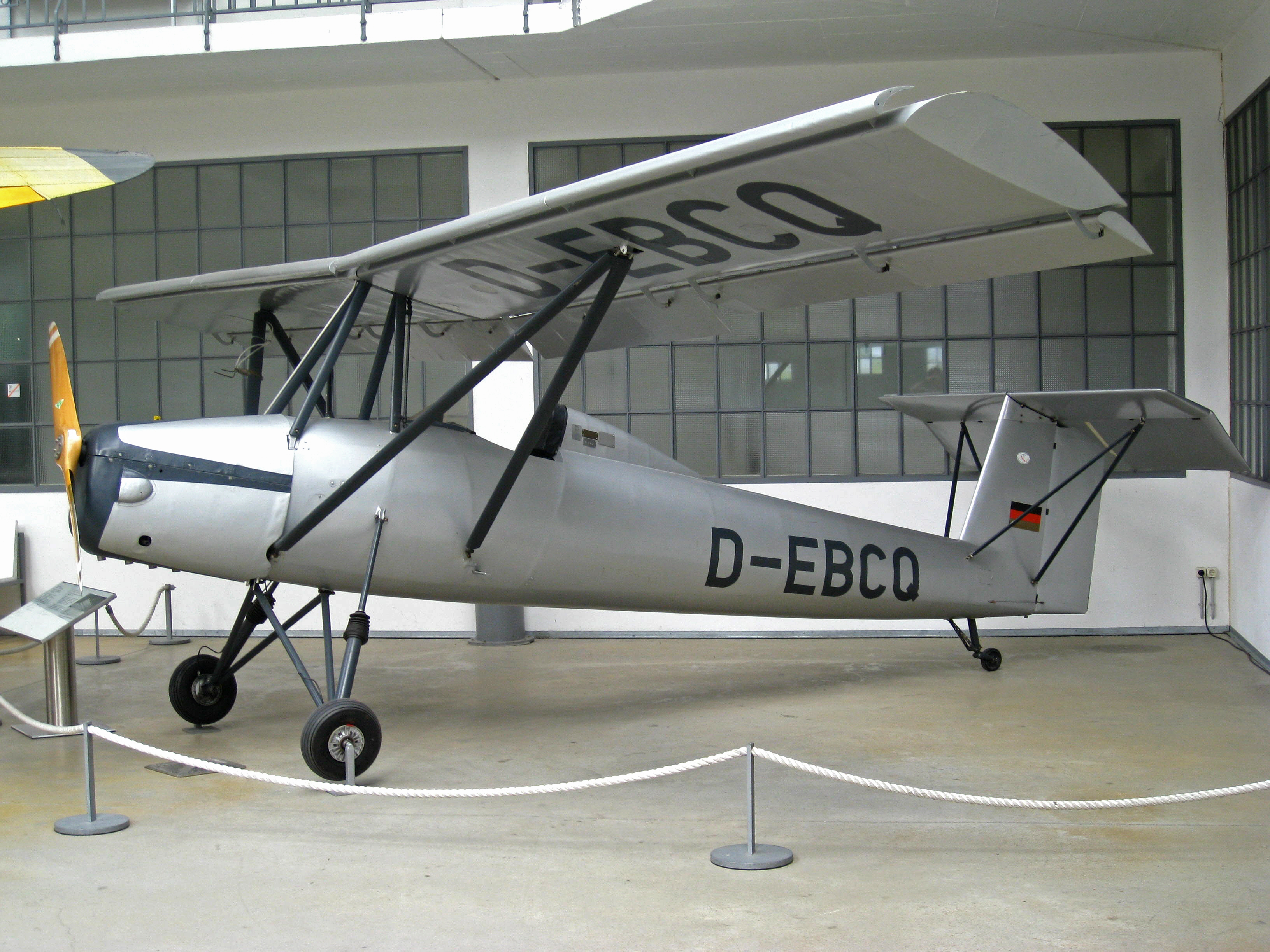
LF-1 ツァウンケーニッヒ

第二次世界大戦後、ベールはゾマーフェルトの家には帰らなかった。ベーアはブラウンシュヴァイクに居を定め、ドイツ航空倶楽部（Deutscher Aero Club）と共にエンジン付き航空機での飛行を含む航空界での経歴を続けた。ベーアはまたスポーツ航空分野でコンサルタントやテストパイロットとして働き、企業が市場に製品を出す前にテスト飛行を行った。1957年4月28日、軽飛行機LF-1 ツァウンケーニッヒの所定の飛行チェックを実施中にテスト課程の最終段階でベーアは乗機をフラットスピンに入れた。機体は50mスピン降下し、そこでコントロールを回復できなかったためベーアはブラウンシュヴァイク＝ヴァッグン（Braunschweig-Waggum）に墜落し死亡した。

## 経歴のまとめ
オスカー＝ハインリヒ・ベーア、コールサイン："ブッサルト・アイン"（"Bussard 1"）は1,000回以上の作戦行動に出撃し、確認された撃墜数は220機を数えエクスパルテンの名簿では8番目に位置する。ベーアの西部戦線に於ける124機の撃墜数はハンス・ヨアヒム・マルセイユの合計撃墜数158機（そのほぼ全てが北アフリカ戦線でのもの）に次ぐ第2位にあたる。ベーアはフランス侵攻で4機、バトル・オブ・ブリテンで13機、リビアとチュニジア上空で61機、東部戦線で96機、ヨーロッパ上空で少なくとも75機の米軍と英軍の航空機を、この内16機をMe 262ジェット戦闘機に搭乗して撃墜した。この75機の内21機はUSAAFの重爆撃機とモスキート機であった。ベーアは18回の不時着と脱出を経験し、戦闘中に3度負傷した。

## 受勲
- 戦傷章銀章[45]
- ドイツ十字章金章（1942年5月27日）：第77戦闘航空団/第I飛行隊の大尉として[46][47]
- 空軍前線飛行章金章（"1,000"回出撃記念ペナント付）[16]
- パイロット兼観測員章[16]
- 空軍名誉杯（1942年6月1日）
- 「アフリカ」カフバンド[16]
- 鉄十字章
  - 2級（1939年9月29日）[48]
  - 1級（1940年7月6日）[48]
- 柏葉・剣付騎士鉄十字章
  - 騎士鉄十字章（1941年7月2日）：27機撃墜後の第51戦闘航空団/第1飛行中隊の少尉として[45][47]
  - 柏葉 第31号（1941年8月14日）：60機撃墜後の第51戦闘航空団/第1飛行中隊の少尉として[45][47]
  - 剣 第7号（1942年2月16日）：90機撃墜後の第51戦闘航空団/第1飛行中隊の中隊長の大尉として[45][47]
- 国防軍軍報（Wehrmachtbericht）に採り上げられること3回

ベーアは柏葉・剣・ダイヤモンド付騎士鉄十字勲章に3回推薦されたが、この3回とも全て国家元帥ヘルマン・ゲーリングにより却下された。ベーアは騎士鉄十字章に剣を追加授与された後に更に130機もの敵機を撃墜している。

### 国防軍軍報からの引用
| 日付                  | 国防軍軍報のオリジナル原稿 | 和訳（英訳から転訳）                                                              |
| --------------------- | --- | --------------------------------------------------------------------------------- |
| 1942年2月12日、木曜日 | Hauptmann Baer, Staffelkapitän in einem Jagdgeschwader, errang seinen 89. und 90. Luftsieg.                                              | 戦闘機部隊の中隊長ベーア大尉は89機目と90機目を撃墜した。                          |
| 1942年5月20日、水曜日 | Hauptmann Baer, Gruppenkommandeur in einem Jagdgeschwader, errang am gestrigen Tag seinen 99. bis 103. Luftsieg.                         | 戦闘機部隊の飛行隊長ベーア大尉は昨日99機目から103機目を撃墜した。                 |
| 1944年4月24日         | Major Baer, Gruppenkommandeur in einem Jagdgeschwader, errang im Kampf mit britisch-nordamerikanischen Flugzeugen seinen 200. Luftsiege. | 戦闘機部隊の飛行隊長ベーア少佐は英米軍の航空機との戦闘に於いて200機目を撃墜した。 |

### 昇進履歴
| 1940年8月1日:   | 少尉 |
| 1941年8月1日:   | 中尉 |
| 1941年9月/10月: | 大尉 |
| 1943年3月1日:   | 少佐 |
| 1945年1月1日:   | 中佐 |

## 注